# Serixia ceylonica
Serixia ceylonica là một loài bọ cánh cứng trong họ Cerambycidae.